# Štěpán Chaloupek
Štěpán Chaloupek (* 8. března 2003 Meziboří) je český profesionální fotbalista, který hraje pozici středního obránce za český klub SK Slavia Praha a za český národní tým do 21 let.

## Klubová kariéra

### Teplice
Štěpán Chaloupek je odchovancem SFK Meziboří, odkud ve věku 11 let odešel do Teplic. V srpnu roku 2021 se propracoval do prvního týmu a podepsal svou první profesionální smlouvu. 15. srpna 2021 se poprvé dostal na lavičku náhradníků v 1. české fotbalové lize, a to v zápase proti Jablonci. Svůj debut v A-týmu si odbyl 22. září 2021, kdy nastoupil v základní sestavě v pohárovém zápase proti FK Třinec. První start v 1. české fotbalové lize přišel 7. listopadu 2021 v Generali aréně proti AC Sparta Praha, který Sparta vyhrála 4:2.
V jarní části sezóny 2022/23 se Chaloupek stal stabilním členem základní sestavy Teplic, od březnového příchodu trenéra Zdenka Frťaly se stal klíčovým hráčem klubu a svými výkony se dostal až do reprezentační jednadvacítky.
V listopadu 2023 Chaloupek prodloužil smlouvu v Teplicích do léta 2027. 25. listopadu vstřelil svou první branku v kariéře, a to při remíze 1:1 s Bohemians 1905.
V létě 2024 se stal novou posilou pražské Slavie. Přestup byl oznámen už 5. ledna 2024, Chaloupek ale v Teplicích zůstal až do konce sezóny 2023/24. V jarní části sezony nastupoval Chaloupek často jako kapitán teplického mužstva. Dohromady na v dresu Teplic nastoupil do 63 soutěžních utkání, v nichž vstřelil 3 branky.

### Slavia Praha
Debut ve Slavii si odbyl 1. září 2024 v zápase proti Pardubicím v pražské Fortuna Aréně. 24. října si Chaloupek odbyl také svůj debut v pohárové Evropě, a to při prohře 1:0 se španělským Athleticem Bilbao v ligové fázi Evropské ligy. Premiéru v základní sestavě sešívaných si Chaloupek zapsal 10. listopadu 2024 v domácím zápase pro MFK Karviná, který Slavie vyhrála 5:1.

## Reprezentační kariéra
V září 2023 byl Chaloupek poprvé povolán do české reprezentace do 21 let. Svůj debut si odbyl 7. září v přátelském zápase proti Slovensku. V listopadu 2024 pomohl Chaloupek jako stabilní člen základní sestavy k postupu Lvíčat na závěrečný turnaj Mistrovství Evropy do 21 let 2025.